# Володимир Давидович (князь вишгородський)
Володимир Давидович (початок 1170-х років — після 11 серпня 1187) — князь вишгородський (1187). Син Давида Ростиславича зі Смоленської гілки Мономаховичів.

## Біографія
Згадується лише одного разу в оповіді про перенесення могили князів Бориса і Гліба з Вишгорода до Борисоглібського монастиря на Смядині в Смоленську. Перенесення мощей відбулося в 1187 році.
Відповідно до згаданої розповіді, на той час Володимир Давидович був вишгородським князем. Ймовірно, він ним став після смерті свого брата Ізяслава, яка, мабуть, сталася незабаром після літа 1184 року. Володимир недовго княжив у Вишгороді, в тому ж 1187 році Давид передав Вишгород іншому своєму синові Мстиславу, якого вигнали з Новгорода.
Крім єдиної згадки, інших достовірних відомостей про Володимира Давидовича немає.